# Afstudeerkring
Een afstudeerkring bestaat uit een aantal studenten en minimaal één bevoegde docent die samenwerken in het begeleiden van de afstudeerprojecten van de student-deelnemers in de kring. Dit begeleidingsinstrument, ook wel scriptiekring of afstudeeratelier genoemd, is ontwikkeld door Sjoerd Romme en collega’s (midden jaren 90) aan de Universiteit Maastricht. In een afstudeerkring komen de deelnemers met regelmaat bijeen om de voortgang van de (veelal individuele) afstudeerwerkstukken te bespreken. De docent-begeleiders brengen hun inhoudelijke expertise in het betreffende vakgebied in, terwijl de meeste procesgebonden taken - zoals gespreksleiderschap, informatiemanagement en planning - door de studenten worden vervuld.
Een belangrijk aspect van afstudeerkringen als begeleidingsinstrument is het principe van rolwisseling: student-deelnemers wisselen regelmatig (ook tijdens de bijeenkomst) tussen de rol van medebegeleider van andere studenten en de rol van scriptant-afstudeerder (Romme & Nijhuis, 2000). In onderwijskundige zin zijn afstudeerkringen een vorm van samenwerkend leren (collaborative learning), geïnspireerd op de sociocratische kringorganisatiemethode (Romme, 1998; 2002; 2003) en Vygotsky's zone van de naaste ontwikkeling. Uit onderzoek blijkt dat afstudeerkringen een positief effect hebben op zowel de kwaliteit van het begeleidingsproces als de prestaties van de betrokken afstudeerders (Rompa & Romme, 2001).
Uit een studie onder een groot aantal afstudeerkringen in de Universiteit van Tilburg (Damen, 2007) bleek dat een aantal ervan een ‘cultuur’ van reflectieve (niet-retorische) bevraging en dialoog ontwikkelden. Damen (2007) constateerde ook dat de supervisiestijl van begeleiders van invloed was op deze reflectiecultuur. Zo werd in afstudeerkringen met coachende in plaats van instructiegerichte begeleiders meer reflectieve bevraging en dialoog onder kringleden waargenomen. Daarnaast werkte reflectieve bevraging door kringleden het ontstaan van cognitief complexe oplossingen, gekenmerkt door gebruik van meerdere perspectieven, in de hand (Suedfeld et al., 1992; Curşeu and Rus, 2005). Bovendien vond Damen (2007) dat studenten die graag hun kennis vergroten en leergierig zijn (Cacioppo et al., 1996) en bovendien meer open staan voor nieuwe ervaringen (McCrae & Costa, 1997) vaker reflectie vertoonden. Tot slot, bleek reflectieve bevraging in afstudeerkringen bij te dragen aan de kennis van de groep als geheel en ook hogere verwachtingen ten aanzien van oplossingen en leeruitkomsten te scheppen (Damen, 2007).
Afstudeerkringen worden onder meer gebruikt in de onderwijspraktijk van de Universiteit Maastricht, Universiteit van Tilburg, Universiteit Utrecht, Technische Universiteit Eindhoven, Open Universiteit, Technische Universiteit Delft, Fontys Hogescholen, Haagse Hogeschool, Hogeschool Inholland en Hogeschool Zuyd.